# Tomi Tuuha
Tomi Tuuha (Helsinki, 28 de noviembre de 1989) es un deportista finlandés que compitió en gimnasia artística. Ganó una medalla de oro en el Campeonato Europeo de Gimnasia Artística de 2010, en la prueba de salto de potro.

## Palmarés internacional
| Campeonato Europeo | Campeonato Europeo       | Campeonato Europeo | Campeonato Europeo |
| Año                | Lugar                    | Medalla            | Prueba             |
| ------------------ | ------------------------ | ------------------ | ------------------ |
| 2010               | Birmingham (Reino Unido) | Medalla de oro     | Salto de potro     |